# Чёрный Ключ (Ульяновская область)
Чёрный Ключ — посёлок в Базарносызганском районе Ульяновской области. Входит в состав Должниковского сельского поселения.

## География
Населённый пункт расположен в 10 километрах к юго-западу от рабочего посёлка Базарный Сызган — административного центра района. Расстояние до Ульяновска — 133 километра.

### Часовой пояс
Чёрный Ключ, как и вся Ульяновская область, находится в часовой зоне МСК+1. Смещение применяемого времени относительно UTC составляет +4:00.

## История
Основан позже 1913 года. По данным на 1913 год посёлка не было.

## Население
| 2010 |
| ---- |
| 118  |

Население посёлка в 1996 году — 197 человек. Предположительный год основания 1931.

## Инфраструктура
Посёлок разделен на три улицы (Дорожная, Заозёрная, Солнечная). В центре поселка находится пруд. Имеется магазин, ФАП и клуб. До середины 2000-х годов действовала начальная школа. 